# Kalzium
Kalzium (z niemieckiego Kalzium – wapń) – układ okresowy pierwiastków dla KDE4. Zawiera informacje o 103 pierwiastkach chemicznych, w tym masę atomową, ładunek, ilustrację, informacje o odkryciu i inne dane chemiczne. Umożliwia również grupowanie pierwiastków według takich kryteriów jak stan skupienia, liczba atomowa oraz inne zgodne z oznaczeniami kolorowymi. Umożliwia również pokazywanie wyłącznie pierwiastków znanych w danym czasie.